# Enosàndrids
Els enosàndrids (Oenosandridae) són una família lepidòpters ditrisis de la superfamília dels noctuoïdeus (Noctuoidea). Són papallones nocturnes que es troben a Austràlia.

## Sistemàtica
La família Oenosandridae inclou quatre gèneres:
- Diceratucha
- Discophlebia
- Nycteropa
- Oenosandra

Dues espècies representatives són:
- Discophlebia catocalina
- Oenosandra boisduvallii